# 행복드림쉼터
행복드림쉼터는 한국도로공사가 대한민국의 고속도로에 설치한 편의시설이 있는 졸음쉼터이다.

## 현황

### 울산고속도로
- 울산행복드림쉼터

### 영동고속도로
- 군자행복드림쉼터

### 서울외곽순환고속도로
- 구리남양주행복드림쉼터 (판교방향)
- 김포행복드림쉼터